# Завражье (Рыбинский район)
В Ярославской области есть ещё три деревни с таким названием, в Даниловском, Некоузском и Первомайском районах.
Завражье — деревня в Макаровском сельском округе Судоверфского сельского поселения Рыбинского района Ярославской области .
Деревня вплотную примыкает с юго-запада к бывшему посёлку, а ныне микрорайону Рыбинска Переборы. Между деревней и Переборами проходит Селиховское шоссе. Деревня в основном вытянулась в одну улицу перпендикулярную этому шессе, в направлении с северо-востока на юго-запад. С юго-запада к деревне непосредственно примыкает Копосово, которое фактически продолжает основную улицу Завражья .
Деревня указана на плане Генерального межевания Рыбинского уезда конца XVIII века.    
На 1 января 2007 года в деревне числилось 138 постоянных жителей . Деревня обслуживается почтовым отделением 16 в Рыбинске (Переборы). По почтовым данным в деревне 61 дом. Улицы посёлка не именуются . В 2016 году появилась улица Придорожная.